# Luang Pu Waen Suciṇṇo
 (juillet 2021).
Si vous disposez d'ouvrages ou d'articles de référence ou si vous connaissez des sites web de qualité traitant du thème abordé ici, merci de compléter l'article en donnant les références utiles à sa vérifiabilité et en les liant à la section « Notes et références ».
Luang Pu Waen Suciṇṇo (en thaï : หลวงปู่แหวน สุจิณโณ ; 16 février 1887 - 2 juillet 1985) était un moine bouddhiste de Thaïlande, faisant partie des moines de la forêt. 

## Première vie et ordination
Il prit l'ordination de novice à l'âge de 9 ans, en 1896, à la demande de sa mère et de sa grand-mère. Il n'avait pas reçu d'éducation formelle dans sa jeunesse, mais en tant que jeune novice, il commença à étudier le mūla-kachai, ce qui ne se fait plus en Thaïlande depuis que Somdet Phra Maha Samana Chao Krom Phraya Vajirañāṇavarorasa (en) a changé le programme d'études au début des années 1900. Alors qu'il étudiait encore, il a atteint l'âge requis pour l'ordination complète et a pris l'ordination de Bhikkhu au Wat Saang Taw, avec Phra Ajahn Waen comme précepteur. 

## Rencontre avec Ajahn Mun et vie ultérieure
Après que ses professeurs d'origine se soient tous déshabillés, il ressentit le besoin de partir à la recherche d'un nouveau maître, et rencontra finalement Ajahn Mun (en) vers 1918. En 1921, il rencontra Tan Chao Khun Upālī Guṇūpamājaan, qui était vénéré par beaucoup et bien respecté par Ajahn Mun lui-même. Luang Pu Waen Sucinno se réordonna comme moine dans le Dhammayuttika Nikaya avec Tan Chao Khun Upālī Guṇūpamājaa comme précepteur quelque temps entre 1921 et 1931. En 1955, Luang Pu a rencontré Phra Ajaan Noo Sucitto qui l'a ensuite invité à rester au Wat Doi Mae Pang, temple bouddhiste où Luang Pu a été pris en charge jusqu'à sa mort en 1985 en raison de complications de santé. 

## Qualités exceptionnelles
« Quiconque s'intéresse aux laïcs ne s'intéresse qu'à Gain. » - C'est une déclaration importante de Luang Por Waen. Il ne s'intéressait pas aux laïcs. Il ne s'intéressait ni aux novices ni aux nonnes. Selon lui, ces intérêts ne sont que pour le gain, la louange et la renommée.
Comme Ajahn Mun Bhuridatto qui était le maître spirituel de Luang Por Waen, il a passé sa vie comme moine Thudong jusqu'à ce qu'il rencontre un handicap à la jambe. Il vivait seul, pratiquait seul dans les forêts et préférait la solitude. 

## Dhamma de l'ivresse
L'utilisation verbale du mot thaï « Dhammo » comme « Dham-Mo » était une métaphore célèbre dans ses sermons. « Maw » ou « Mo » est un mot thaïlandais qui signifie « ivre » ou « intoxiqué ». Luang Por Waen faisait référence au « futur » et au « passé » en tant que « Dham-Mo », ce qui signifie « Dhamma ivre », et il faisait référence au « moment présent » en tant que « Dhammo », ce qui signifie « Dhamma droit ». « Ne pensez pas au futur et au passé. C'est Drunken Dhamma » - était son conseil régulier. 

## Popularité
Jusqu'à ce qu'un pilote de l'armée de l'air royale thaïlandaise l'aperçoive en train de méditer dans le ciel, Luang Por Waen était un joyau caché dans la campagne thaïlandaise. Bien qu'il n'aimait pas la célébrité, cet incident a fait de lui le moine le plus populaire de Thaïlande au cours de cette décennie. Il a attiré le patronage royal et le roi Bhumipol est devenu un fidèle de Luang Por Waen. À la fin de sa vie, l'abbé de son monastère résident, le Wat Doi Mae Pang, a dû limiter et contrôler le nombre de personnes qui venaient rendre visite à Luang Por Waen.
Un jour, un médecin a eu l'occasion de lui poser une question sur l'incident du pilote de l'armée de l'air. La réponse de Luang Por fut : « Vous me prenez pour un oiseau ? ».